# Planekonomi
Denna artikel handlar om det ekonomiska systemet planekonomi. För skivbolaget med samma namn, se Planekonomi (skivbolag).
Planekonomi eller planhushållning är ett ekonomiskt system där staten planerar och styr ekonomin. Planekonomin bygger på att följa administrativa eller politiska riktlinjer för hur samhällets ekonomi ska utvecklas. Ordet anses ha myntats av Dag Hammarskjöld.
Det är de styrande politikerna, myndigheterna eller folket direkt som bestämmer planerna beroende på teoretisk eller praktisk inriktning. I dessa bestäms vilka varor och tjänster som skall finnas och vilka priser som skall gälla. Även inriktningen på forskning, lantbruk och utbildning har i det tidigare kommunistiskt styrda Östeuropa bestämts av centralmaktens planering. Som regel avses med begreppet centraliserad (statlig) ekonomisk styrning. I det socialistiska tänkandet ingår planekonomin som central del.
Planekonomi finns i flera varianter. Statssocialistiska ekonomer förespråkade nationalisering av samtliga produktionsmedel. Planekonomin ersätter då marknaden, medan det finns andra former där planekonomi istället fungerar som ett komplement till marknadsekonomin.
Lenin insåg tidigt problemen med att få planekonomin att fungera i det tidiga Sovjetunionen, då landet var mycket underutvecklat samt var kraftigt försvagat efter första världskriget och ryska inbördeskriget. Därför införde han under sina sista år vid makten den så kallade Nya ekonomiska politiken (NEP) som innebar att bönderna fick sälja en del av sitt överskott på en privat marknad. Då Stalin trädde till makten, 1927, gick dock hela Sovjetunionen över till femårsplaner och jordbruket kollektiviserades. Även utvecklingen i fascismens Italien (särskilt under 1930-talet) och i Nazityskland (med bland annat "fyraårsplaner") ledde till en viss statlig styrning inbegripande nationaliseringar, även om fascismen fortfarande stödjer privategendomens och kapitalismens existens.

## Centralplanering
Planekonomi uppfattas normalt som motsatsen till marknadsekonomi. Då tänker man enbart på hur staten upprättar ramarna för företagens ekonomiska aktiviteter. Planekonomi förstås då som en genomgripande central styrning av en stor del av de ekonomiska aktiviteterna i samhället. Planekonomi tillämpas emellertid även inom företag som verkar inom kapitalismen. Själva idén med att etablera företag är att ställa flera ekonomiska aktiviteter under gemensam ledning för att möjliggöra planerad överföring av resurser från en till en annan. I stora företag kan denna planering till sina metoder likna den samhälleliga planekonomin.
Om en interventionistisk modell ska ersätta kapitalismens horisontella relationer med en central styrning måste den omfatta ett system för att kontinuerligt avgöra vilket ekonomins slutresultat bör vara. Det kräver i sin tur information både om konsumenternas preferenser och om alternativkostnaderna för olika produkter. För att avgöra om detta slutresultat är möjligt med tanke på tillgången på arbetskraft, naturresurser och fasta produktionsmedel måste en beräkning göras av den bruttomängd av varje produkt som krävs som insats i ekonomin. Slutligen inbegriper planekonomi ett incitamentssystem som garanterar att produktionen sker planenligt och att informationen om konsumentpreferenserna levereras till planerarna. 
Ett centralt instrument för att maximera konsumentnyttan i förhållande till resursåtgången är produktionsfaktormatrisen, en kvadratisk matris med lika många rader och kolumner som antalet artiklar som ekonomin producerar. Varje matriselement ai,j anger hur många enheter av produkt j som det behövs för att producera en enhet av produkt i. De sammanlagda resurser som krävs för produktionen av produkten i ges då av ekvationen 
xi = ai,1 x1 + ai,2 x2 + ai,3 x3………. + ai,n xj + li ,
där li betecknar den mänskliga arbetstid som tillförs i detta produktionssteg. (I planekonomiska modeller används nästan uteslutande mänsklig arbetstid som grundläggande räkenskapsenhet och värdemätare. Det innebär att ekonomisk effektivitet uttrycks som arbetstidsminimering och att andra prestandamått, såsom miljöhänsyn, räknas om i denna enhet. Arbetstiden har alltså en särställning i ekvationen. Detta gäller okvalificerat arbete. För kvalificerade arbeten kan förfaras som med varor och tjänster i övrigt, till exempel så att produktionsfaktorsmatrisen inbegriper även de resurser som behövs för att skapa kompetensen.)
Med matrisbeteckningar kan hela ekvationssystemet, för ekonomins samtliga produkter, skrivas
X = A·X + L
där X och L är kolumnmatriser och A en kvadratisk matris.
Lösning av denna ekvation ger X uttryckt i L, det vill säga en lista över hur stort bruttoarbetsinnehåll varje produkt har per enhet. Detta är alltså kostnaden, uttryckt i en gemensam enhet. Denna lista används för att sätta priser på produkterna. Matrisen A används även för att beräkna de mängder av samtliga insatsvaror som krävs för att uppfylla konsumentönskemålen och avgöra var det finns resursbegränsningar.
I en dynamisk ekonomi måste matrisen A uppdateras kontinuerligt. Särskilt ofta måste nyberäkning ske av produktionsvolymerna av de enskilda produkterna för att anpassa dem till förändrade konsumentpreferenser. Beräkningarna blir mycket omfattande. Alla artiklarna måste redovisas en och en i produktionsfaktormatrisen, inte aggregerat. Så skedde inte i Sovjetunionen, där den centrala planeringsmyndigheten, Gosplan, kunde redovisa resursrelationerna för bara 2000 produkter årligen, och andra ämbetsverk och ministerier kunde göra beräkningar på 200 000 produkter, samtidigt som Sovjetekonomin producerade 24 miljoner artiklar.
Det skulle inte vara möjligt att på rimlig tid exakt lösa ett fullständigt ekvationssystem med så många rader och kolumner som produkterna i en verklig fredstida ekonomi. Åtskilliga av matriselementen är emellertid lika med noll. (I varje enskild produktionsprocess krävs det ju inte direkt insats av precis varenda en av de övriga miljontals produkterna.) Med iterativa metoder skulle man med dagens beräkningsteknik kunna få approximativa lösningar som ständigt vore aktuella. Ett särskilt problem i sammanhanget är att lagra matriser med många miljoner gånger många miljoner element. Det är möjligt idag, men var det inte på den tiden när Sovjetunionen officiellt tillämpade planekonomi.

## Argument mot planekonomi
Statsvetaren Bo Rothstein skriver i Politik som organisation att Adam Smiths teori om att staten som central aktör varken kan få eller hantera den informationsmängd som skapas i ett fritt ekonomiskt system dominerar den nationalekonomiska vetenskapen. Prisbildningen i kapitalism speglar vad enskilda aktörer värderar varorna och tjänsterna till. Utan denna fria prisbildning anser man att statlig planering kommer att ge upphov till ekonomisk misshushållning och slöseri av resurser. Man menar att det bara finns vissa fall då staten är en mer lämplig producent än marknaden, exempelvis vid tillverkning av kollektiva nyttigheter, som emellertid också kan tillverkas privat men finansieras offentligt.
Friedrich Hayek kritiserade planhushållning i sitt verk Vägen till träldom och menade att planhushållning inte var förenligt med demokrati. Han menade att en samhällsomfattande ekonomisk plan skulle bli svår att pröva effektivt i ett parlament eftersom ändringar av den kan förstöra hela planen. Därför blir parlamentets beslutsfattande endast en formalitet eftersom parlamentet endast har att ta ställning till planen som helhet. Hayek ansåg därmed att den reella makten i ett sådant system koncentreras till regeringen och planeringsbyråkratin. 
Den svenske statsvetaren Herbert Tingsten övergav socialdemokratin och blev motståndare till planekonomi. I sitt verk Demokratiens problem argumenterade Tingsten bland annat för att det skulle bli väldigt enkelt att tysta oppositionella tidningar i en planekonomi eftersom de styrande skulle ha makt över papperstilldelningen.
Nationalekonomer inom den österrikiska skolan menar att en planekonomi aldrig kommer att fungera, eftersom den inte har en marknad för produktionsmedel. Planekonomin kan därför inte ha några priser, och därmed inget sätt att uppskatta kostnader.[källa behövs] Utan detta blir bokföring omöjligt; planekonomin kan alltså inte veta om dess planer har lyckats eller inte, eftersom den inte vet om den gör en vinst, eller en förlust, när den beslutar att producera något. Planekonomi är enligt dessa ekonomer snarare ekonomiskt kaos än planering, då avskaffar man alla sätt att veta huruvida en plan är framgångsrik eller inte.

## Decentraliserad planekonomi
Flera frihetliga socialister menar att planekonomins praktik i det närmaste går att likna vid dagens rådande kapitalism, där beslut om varor och tjänster visserligen inte sker politiskt så som den klassiska definitionen, men likväl av en centralmakt. Man har därför kommit med andra teorier om planekonomi, ofta kallat decentraliserad planekonomi, där man mer inriktar sig på en direktdemokratisk styrning av produktionen på ett lokalt plan. Detta praktiserades bland annat i vissa delar av Spanien under det spanska inbördeskriget. Arbetarråd och direktdemokrati har visat sig kunna förenas med denna form av ekonomisk planering. Rådssocialisten Cornelius Castoriadis, de skotska ekonomerna Cockshott/Cottrell samt den frihetlige socialisten Michael Albert  är några av teoretikerna på området.
Vissa av dessa idéer har kommit till praktisk användning i samtiden, exempelvis i EZLN:s Chiapas och i Hugo Chavez Venezuela.

## Planekonomin i praktiken
Planekonomin förekommer och har funnits i flera varianter, den mest extrema kom till under Stalintiden i Sovjetunionen. Även de fascistiska staterna genomförde och använde sig av planekonomin. Sedan Sovjetunionen föll ihop har planhushållning som ekonomiskt och politiskt system tappat en stor del av sin attraktionskraft. Ingen centralplanerad stat har förenat borgerlig demokrati med planekonomi. De flesta av de tidigare praktiserande planekonomiska staterna är numera kapitalistiska stater av västerländsk ortodox ekonomisk modell.
Planekonomi är alltså inte nödvändigtvis en naturlig del av socialismen. Under femtiotalet ansågs till exempel det socialistiska Jugoslavien använda kapitalistiska element (se marknadssocialism) samtidigt som det kapitalistiska Japan använde sig av planekonomi. Även andra nationer har, främst under krigstid, använt sig av planekonomi. Under 1900-talet har det dock varit en utbredd uppfattning att den ekonomiska politiken varit ett ideologiskt kännetecken på en politik; ju högre grad av statlig intervention och ju lägre grad av västerländsk kapitalism desto längre till vänster placeras partiet i regel.

## Varianter
Den sovjetiska ekonomin styrdes från 1929 av femårsplaner; det hade varit en politisk brännbar fråga i de länder där vänstern kommit till makten hur den ekonomiska politiken i realiteten skulle verkställas. 1930-talet präglades av djupgående problem i den västerländska ekonomin. De anglosaxiska länderna och Sverige drabbades av börsras, och Tyskland hade stora skulder efter första världskriget. Nationalekonomer oavsett ideologisk hemvist var därför mycket nyfikna på den ekonomiska utvecklingen i Sovjet. I Storbritannien framträdde den liberala ekonomen John Maynard Keynes, som propagerade för ökad statlig intervention i det ekonomiska livet; Keynes hade även en ledande roll vid universiteten och bildade skola som praktiskt taget saknade konkurrens.
Det var dock inte bara socialistiska länder i Europa som tilltalades av statliga ingripanden i och planering av ekonomin. I Förenta staterna tillämpade president Franklin Roosevelt New Deal-programmet, för att hjälpa landet på fötter efter krisen.

### Förenta staterna
Efter börskraschen 1929 framlade den nyvalde demokratiske presidenten Roosevelt 1933 sin "nya giv" (New Deal), för att återuppväcka den av depressionen lamslagna amerikanska ekonomin; "Det enda vi har att frukta är fruktan själv". För att undvika nationaliseringar av bankväsendet skulle, med Roosevelts politik, den federala statsmakten spela en större aktiv roll än vad traditionell Laissez faire och klassiska marknadsekonomiska principer medgav, bl.a. i form av offentliga satsningar och sociala reformer.. 1933 övergavs guldmyntfoten till förmån för en reglerad valuta, federalt arbetslöshetsunderstöd infördes, lagen om industriell återhämtning (National Industrial Recovery Act) m.m. antogs. Denna nya giv innebar även ökad statlig kontroll över penning- och aktiemarknaderna. Men kärnan i Roosevelts nyorientering av den amerikanska ekonomiska politiken innebar först som sist en ny skattepolitik, finansierad genom underbalansering av budgeten (deficit spending), dvs. en ekonomisk politik i John Maynard Keynes anda (se vidare "Storbritannien"). 
Utfallet av New Deal har diskuteras. 1935 avskaffades lagen om industriell återhämtning, då den av högsta domstolen förklarades olaglig. Det är dock ett faktum den amerikanska ekonomin mellan 1933 och 1937 kom att växa i obruten följd, vilket fick arbetslöshetstalen att falla med miljoner, även om full sysselsättning aldrig uppnåddes.
Efter andra världskriget genomförde Roosevelts efterträdare, Harry S. Truman vad som benämnts som fortsättningen på "New Deal"-projektet, Fair Deal, bl.a. innebärande en utökning av socialförsäkringssystemet och höjd minimilön. Under republikanen Dwight D. Eisenhowers presidentperiod på 1950- och 60-talen kom, trots krav på minskad federalt engagemang, demokraternas lagstiftningsåtgärder på det sociala och ekonomiska området att allmänt accepteras. Under det politiskt turbulenta 1960-talet, präglad av medborgrättskampen, startade den demokratiske presidenten Lyndon B. Jonhson sitt så kallade krig mot fattigdomen (war on poverty) och intensifierade arbetet för sociala och ekonomiska reformer, under parollen the Great Society. (Vid presidentvalet 1968 ställde Johnson inte upp för omval, istället valdes republikanen Richard Nixon.)
I början av 1980-talet tillträdde den marknadsliberale republikanen Ronald Reagan som president. Med honom förändrades den amerikanska ekonomiska politiken avsevärt. Han ville se en mindre stat (less government), vilket för honom innebar skattesänkningar, avregleringar och privatiseringar, i enlighet med den så kallade nyliberala eller monetaristiska ekonomiska skolan, företrädd av Milton Friedman m.fl; Reagans ämbetsperiod slutade dock med betydande budgetunderskott. Under 1990-talet kom denna politik att alltmer befästas, men så sent som 2008 tvingades den likaledes republikanska Bush-administrationen, på grund av den rådande ekonomiska krisen, främst orsakad av de amerikanska bolåneinstituten och bankernas svårigheter, att genomdriva ett omfattande offentligt stimulanspaket för att öka den privata efterfrågan och konsumtionen.[källa behövs] Detta har bl.a. jämförts med keynesianism. Till följd av krisen kom även de marknadsdominerande bolåneinstituten Freddie Mac och Fannie Mae att övertas av den federala statsmakten. Det ledande försäkringsbolaget AIG räddades likaså från konkurs efter aktivt ingripande från centralbanken. De dramatiska - och för USA historiskt unika - händelserna vid denna tid föranledde den demokratiske presidentkandidaten Barack Obama att under valrörelsen samma år angripa republikanernas ekonomisk-politiska och "misslyckade filosofi".

### Sverige
Bertil Ohlin var i slutet av 1920-talet ekonomiprofessor i Köpenhamn, där han kom i kontakt med moderna nationalekonomiska teorier, Keynes och idéer till socialpolitiska reformer; nationalekonomerna i Köpenhamn var till skillnad från sina svenska kolleger socialister eller radikaler. Ohlin blev den som införde europeiska idéer om statliga ingripanden i ekonomin till den svenska debatten. Han ville dock inte kännas vid de sovjetiska femårsplanerna, men kunde tilltalas av begreppet planhushållning, (myntat av Dag Hammarskjöld, som liksom Ohlin tillhörde den så kallade Stockholmsskolan, i sin tur utgående från den vänsterliberale ekonomen Knut Wicksell) som vid det laget var en diffus benämning. Denna planhushållning skulle ta sig uttryck i yttre organisering, med borgerlighetens termer. År 1932 togs planhushållningsbegreppet upp och modifierades av Ernst Wigforss, som blev socialdemokratisk finansminister och ekonomisk partiteoretiker, och Ohlin fick ett stort inflytande också på Gunnar Myrdal. Men redan Nils Karleby hade varit inne på samma linje årtiondet dessförinnan (jfr. funktionssocialism). 
Socialdemokraternas krav på planhushållning, uttryckt i 1944 års partiprogram och i Arbetarrörelsens efterkrigsprogram, i syfte att åstadkomma en jämnare fördelning av produktionsresultatet, kom emellertid att mildras efter Andra världskriget, samtidigt som de föreslagna socialiseringarna av försäkringsbolagen och branschrationaliseringarna inställdes. Detta berodde dels på det allmänt förbättrade ekonomiska läget efter kriget men även på den så kallade planhushållningsdebatten (eller PHM, planhushållningsmotståndet), som fördes åren före, och särskilt intensivt vid valet 1948, då hård kritik riktades mot socialdemokraterna av den borgerliga oppositionen, ledd av folkpartiledaren, den tidigare nämnde Bertil Ohlin, som istället kom att förespråka "ramhushållning", det vill säga att samhället skulle ha en kapitalism utan interventioner som regleras via ramlagar istället för statliga ingripanden i ekonomin. Den "planmässiga hushållningen" kom därefter istället att ge namn åt socialdemokraternas mindre omfattande regleringsambitioner . Vattendelaren mellan partierna var inte längre huruvida staten skulle lägga sig i näringslivet, utan i hur hög grad och hur genomgripande den skulle göra det. 
Den mindre omfattande planhushållningen med liberala inslag skapade grunden för det som kallas blandekonomi, då den blandar planhushållning och marknadshushållning. Termen har under efterkrigstiden, liksom för övrigt i större delen av västvärlden, återkommande använts i beskrivningen de svenska ekonomiska förhållandena.
Rekordåren på 1950- och 1960-talen, kännetecknade av den offentliga sektorns utbyggnad och då svensk ekonomi växte kontinuerligt med låg arbetslöshet som följd, följdes på 1970-talet av ekonomisk oro, då det internationella så kallade Bretton Woodssystemets (ett västligt ekonomiskt samarbete byggt på frihandel och stabila valutor; Sverige medlem 1950), omintetgjordes, och olje- och kostnadskriserna utbröt. Detta ledde i sin förlängning ledde till den "svenska modellens" kris. 
Under de borgerliga regeringarna 1976-1982 ökade de offentliga underskotten betydligt, och när den socialdemokratiska regeringen Palme tillträde 1982 beslöts om en kraftig devalvering (-16 procent) av kronan, för att på så sätt få fart på ekonomin och den för Sverige betydelsefulla exporten. Målet var, under namnet den tredje vägens politik (till skillnad från den brittiska premiärministern Margaret Thatchers nyliberala första vägens politik och den franske socialistiske presidenten François Mitterrands andra vägens politik, med expansiv keynesianism) att åter skapa full sysselsättning.. Detta kom med tiden också att lyckas, dock till priset av en stegrande inflation. Genom denna politik kom också, som ekonomihistorikern Lennart Schön konstaterat, tyngdpunkten i den ekonomiska utvecklingen att flyttas över från den offentliga till den privata sektorn.. 
1985 genomfördes de första avregleringarna, då kredit- och valutahandeln avreglerades, och 1990-1991 kom socialdemokraterna och folkpartiet överens en stor skatteomläggning. Avregleringen av den finansiella sektorn har, tillsammans med skattereformen, utpekats som bidragande orsaker till den djupgående ekonomiska kris som drabbade Sverige när 1980-talets högkonjunktur gick in 1990-talets recession.
Den så kallade bankkrisen utlöstes 1992, och samma år tvingades den borgerliga regeringen Bildt förstatliga Gota Bank (1993 uppgående i Nordbanken, senare Nordea) samtidigt som "bankakuten" (eller Bankstödsnämnden) öppnades för att förhindra en total finansiell kollaps i banksektorn. Vid samma tid hade också den svenska kronan, liksom det brittiska pundet, utsatts för omfattande spekulationsattacker, vilket tvingade riksbanken att höja sin viktigaste utlåningsränta, marginalräntan, till 500 procent. Försvaret av kronan, med massiv politisk uppbackning, kom emellertid att misslyckas, och den fasta växelkursen fick överges till förmån för en flytande valuta. Den ekonomiska krisen blev omfattande, och arbetslösheten nådde nivåer som inte setts sedan depressionsåren på 1930-talet.
Efter valet 1994 blev Göran Persson finansminister och gjorde uttrycket Den som är satt i skuld är icke fri allmänt känt. Detta kan sättas som rubrik för den sanering av de offentliga finanserna som av den socialdemokratiska regeringen, tillsammans med den traditionella samarbetspartnern, centerpartiet (tidigare bondeförbundet), genomfördes kring mitten av 1990-talet. År 1997 utkom Persson (då nybliven statsminister) med en skrift med samma namn, som blev något av en uppgörelse med den tidigare keynsianska konjunkturpolitiken (deficit spending) och 1970- och 1980-talens ekonomisk-politiska "synder". Istället förordades här "stabila" offentliga finanser med budgetöverskott
År 1996 avskiljdes Riksbanken från direkt politiskt inflytande. Riksbankens främsta uppgift blev att parera inflationen, med en tillåten inflationstakt om max 2 procent på årsbasis. Sveriges medlemskap 1995 i Europeiska unionen (EU), och dess monetära och finansiella samarbete, med krav om maximinivåer beträffande budgetunderskott etc., har också bidragit till denna process.
Från slutet av 1980-talet inleddes bolagiseringarna av de affärsdrivande verken, såsom Statens järnvägar (SJ), Posten och Televerket (Telia). Det senare företaget privatiserades (med staten kvar som storägare) och börsnoterades 2000. Två år senare fusionerades det med dess finska motsvarighet Sonera (Telia Sonera AB). 2008 avtalade även de svenska och danska statligt ägda postbolagen om samgående, och samma år privatiserades den borgerliga regeringen det statliga bolaget Vin & Sprit AB. 
Från och med 1990-talet har ett flertal tidigare monopolmarknader öppnats upp; tåg- och flygtrafikmonopolet, brevmonopolet, radio- och TV-monopolet.

### Storbritannien
I Storbritannien lanserade redan 1924 liberalernas ledare David Lloyd George förslag om offentliga arbetsmarknadsprogram för att bekämpa arbetslösheten. Detta förebådade de idéer som nationalekonomen John Maynard Keynes (under första världskriget också anställd i finansdepartementet under Lloyd Georges ministär) senare skulle presentera i The General Theory on Employment, Interest and Money 1936. 
I enlighet med sina konjunkturpolitiska teorier ansåg Keynes det vara nödvändigt med ökade offentliga utgifter, dvs. en ökad offentlig upplåning och underbalansering av statens budget inklusive regleringar av räntan,, för att råda bot på den pågående ekonomiska depressionen och för att minska arbetslösheten. Genom att på detta sätt stimulera den privata efterfrågan skulle det samlade överskottet i det privata sparandet kunna sugas upp och höja aktivitetsgraden i ekonomin. Alternativet var, som Keynes såg det, inkomstutjämning, något han själv avvisade då detta skulle ha en hämmande inverkan på det privata initiativet.. Keynes vann till en början inte gehör för sina teorier i sitt hemland. För de konservativt dominerade brittiska regeringarna (National Governments) på 1930-talet, och som bedrev en strängt protektionistisk linje, var tvärtom den så kallade Treasury view dominerande. Det var först efter andra världskriget som hans idéer fick sitt stora genomslag, då de även, i modifierad form, blev en del av makroekonomin i stort.. 
1944 blev Keynes, som brittisk förhandlare, en av huvudarkitekterna bakom det så kallade Bretton Woods-systemet. Detta avbröts 1971, bland annat som en följd av USA:s beslut att finansiera sin insats i Vietnamkriget, via sedelpressen, med stigande penningmängd och inflation som följd.
Efter andra världskriget kom arbetarpartiet Labour i regeringsställning efter löften om en välfärdsstat. År 1946 antogs lagen NHS (National Health Security Act), innebärande fri sjukvård för alla. I linje med planhushållningens principer socialiserade regeringen också, förutom sjukvården, järnvägarna, Bank of England, gruvnäringen, transportväsendet m.m., och genom en progressiv beskattning åstadkoms en ökad inkomstutjämning. Labours planmässiga ekonomiska politik kom i stort att bestå, även under de konservativa regeringarna som följde.
1970-talets ekonomiska nedgång förde 1979 de konservativas ledare Margaret Thatcher till makten på ett utpräglat "nyliberalt" program, med krav om avregleringar och skattesänkningar, vilket bl.a. innebar nedläggning av större delen av den statliga, och förlusttyngda, gruvindustrin. Som europaskeptiker drev Thatcher på 1980-talet också igenom krav om brittiska undantag från det monetära och ekonomisk-politiska samarbetet inom EG/EU.

### Tyskland
Då Tyskland i början på 1930-talet hamnade i ekonomisk kris ämnade den borgerliga ministären Brüning spara sig ur sig densamma, dock till priset av en stigande arbetslöshet och social oro. Efter intriger från den ärkekonservative Franz von Papen föll Brünings mittenregering 1932, och den efterföljande ekonomiska-politiska turbulensen ledde, via överenskommelser med de stora tyska kapitalägarna, till nazisternas maktövertagande 1933.
Den nationalsocialistiska regimen, med sina totalitära strävanden, kom att använda sig av rent planekonomiska inslag; nämnas kan införandet av fyraårsplanen för försvars- och rustningsindustrin 1936. Nazitysklands ekonomiska system, med inslag av korporativism (till exempel i form av Deutsche Arbeitsfront och Reichsnährstand) präglades av kommandostyrning. Så övervakades priser och löner på central nivå. ("Koncentrationslägret är mitt vapen mot inflationen", som Hitler en gång formulerade det i samtal med finansminister Hjalmar Schacht.) För att råda bot på den arbetslöshet som fört Hitler och nazisterna till makten igångsattes en rad offentliga byggnadsprojekt (dock redan tidigare planerade av regeringen Schleicher), såsom byggandet av Autobahn med mera. År 1935, då en ökad brist på arbetskraft märkts, lagstiftades om arbetsplikt för unga vuxna. Under andra världskriget var likaså rent slavarbete flitigt förekommande inom den tyska industrin.
Nazisternas arbetsmarknadspolitik har ibland jämförts med keyenesianismen, men till skillnad från exempelvis USA:s krispolitik och New Deal, som syftade till bevarandet av principen om laissez-faire och frihandel, var målet för nazisterna det rakt motsatta, autarki, innebärande självförsörjning inom ett slutet system, med avtal med särskilt utvalda handelspartners, för nödig råvaruimport. Och som den brittiske historikern Piers Brandon sagt: "Hitler underkastade sitt land en finansiell disciplin som ingen demokrati skulle tolerera." Samtidigt var det allt överskuggande målet för den nazistiska politiken Tysklands militära upprustning, i enlighet med Hitlers krav om "livsrum" för det tyska folket. Den amerikanske ekonomihistorikern Dudley Dillard har, för att närmare karakterisera det nazistiska ekonomiska systemet, talat om en "totalitär form av kapitalism", för att särskilja det från den totalitära socialismen, som den utövades i Sovjetunionen. 
Efter andra världskriget fanns i Tyskland en utbredd skepsis mot de stora kapitalägarna, som genom sitt samarbete med den nazistiska regimen misskrediterats. Krav på socialiseringar och planhushållning restes, också inom borgerligheten. En radikal falang inom kristdemokratiska CDU uttalade sig t.o.m. mot kapitalismen då den, som de sade, "inte visat sig svara mot vitala intressen hos det tyska folket". De tyska nationaliseringsplanerna kom att förhindras av USA, som istället antog den så kallade Marshallplanen (European Recovery Programme) 1947, för återuppbyggande av de av kriget sönderslagna västeuropeiska ekonomierna. 
Den doktrin under vilken den ekonomiska politiken fördes i Västtyskland under efterkrigstiden formulerades av företrädare som Ludwig Erhard som den "sociala marknadshushållningen" (Soziale marktwirtschaft). I Östtyskland skapades å andra sidan en planekonomi enligt sovjetisk modell, som uppvisade vissa tidiga framgångar men under 1970- och 80-talen stagnerade och misslyckades med att tillgodose befolkningens förväntningar på en ökad levnadsstandard.

### Frankrike
I Frankrike, där idéerna om planhushållning efter befrielsen 1944 allmänt kom att accepteras av de politiska partierna, förstatligades 1945, under general de Gaulles ledning, Banque De France med flera bankkedjor. Efter dennes avgång 1946 förstatligades även en rad energiföretag, försäkringsbolag och fabriksindustrier, med biltillverkningsföretaget Renault som mest kända exempel. 1948 nationaliserades Air France. 
För att reformera den traditionellt agrart dominerade franska ekonomin antogs 1947 den så kallade Monnetplanen, vilket bland annat fick som följd att Frankrike övertog driften av kolgruvorna i det franskockuperade Saarland. Monnetplanen blev den första i en lång serie av fyra- och femårsplaner som syftade till offentliga satsningar inom särskilt utpekade sektorer, exempelvis inom högteknologin. Denna i Frankrike så kallade planerade kapitalism har också kallats "indikativ planhushållning", för att skilja den från det samtida östblockets femårsplaner. 
Den socialistiske presidenten François Mitterrands tillträde som president 1981 innebar en ny våg av förstatliganden. Efter en borgerlig vinst i parlamentsvalet 1986 lade den nye premiärministern, gaullisten Jacques Chirac, fram en femårsplan för tilltänkta privatiseringar. Denna process kom dock att avbrytas av Mitterrand, då han bland annat såg bilföretaget Renault som en nationell tillgång. Senare, under 1990-talet, fortsatte privatiseringarna av tidigare statliga företag. 1996 privatiserades till exempel Renault, men med den franska staten som fortsatt minoritetsägare. 1999 återprivatiserade den socialistiske Lionel Jospins regering Air France.
Karakteristiskt för den franska ekonomiska politiken har under hela efterkrigstiden varit den så kallade dirigismen (dirigisme). Denna politik har även haft som mål att skydda det franska näringslivet i den internationella konkurrensen. 2005 använde sig den borgerlige premiärministern Dominique de Villepin av begreppet "ekonomisk patriotism", och man har ställt sig kallsinnig till den typ av nyliberal politik som framför allt bedrivits i Storbritannien.

### Europeiska unionen
Den nationellt genomförda planhushållningen tvingade Västeuropas länder, också delvis på grund av Marshallhjälpen, att öka det regionala samarbetet, för att sammanjämka de störningar i handeln och det ekonomiska utbytet som uppstått länderna emellan -  den nationella planeringen krävde regional planering. 1948 startades Organisationen för europeiskt ekonomiskt samarbete (OEEC, dagens OECD), följt Schumannplanens Europeiska kol- och stålunion 1952. Det senare var då ett samarbete mellan Frankrike, Tyskland och Beneluxländerna (Belgien, Nederländerna och Luxemburg) samt Italien, därefter benämnt Europeiska ekonomiska samarbetet (EEC) och Europeiska gemenskapen (EG), föregångare till och skapare av den så kallade "inre marknaden", med den grundläggande principen om fri rörlighet för varor och tjänster, kärnverksamheten i dagens EU-samarbete, där, sedan det tidiga 2000-talet, flertalet europeiska länder deltar, med den - med vissa undantag - gemensamma valutan euro som främsta symbol.
2007 års så kallade Lissabonfördrag stadgar att ett huvudmål för EU (och således också för medlemslandet Sverige) är en "hållbar utveckling i Europa som bygger på välavvägd ekonomisk tillväxt och på prisstabilitet, på en social marknadsekonomi med hög konkurrenskraft där full sysselsättning och sociala framsteg eftersträvas"(avd. 1, art. 3:3)